# Muchinga (provins)
Muchinga-provinsen er en af de ti provinser i Zambia. Den ligger i den nordøstlige del af landet og grænser op til Tanzania i nord, Malawi i øst, og provinserne Eastern i syd, Centralprovinsen i sydvest, Luapula i vest og Northern i nordvest. Provinsens administrative centrum er byen Chinsali.

## Geografi
Provinsen er aflang fra sydvest til nordøst og er placeret på begge sider af Muchinga-bjergene (Muchinga Escarpment) som den har navn efter, som er vandskellet mellen mellem afvandingsområderne for Zambezi (Det Indiske Ocean) og Congofloden (Atlanterhavet). De vigtigste floder i provinsen er Luangwa, en stor venstre biflod til Zambezi, og Chambeshi, en biflod til Lake Bangweulu, i afvandingsbassinet i Congo. Kilden til Luangwa ligger i provinsen.
Tre nationalparker ligger i provinsen. Der er Lavushi Manda nationalpark, North Luangwa nationalpark og South Luangwa nationalpark. Sidstnævnte deles med østlige og centrale provinser.

## Historie
Oprettelsen af  provinsen blev annonceret af præsident Michael Sata i oktober 2011. I november 2011 udnævnte præsidenten Malozo Sichone til den første Muchinga-provinsens minister. Parlamentet har senere godkendt oprettelsen af provinsen.